# Фінн Лієд
Фінн Лієд (норв. Finn Lied; 12 квітня 1916, Фана, Берген, Гордаланн, Вестланн, Норвегія — 10 жовтня 2014, Осло, Норвегія) — норвезький військовий і державний діяч, інженер, міністр промисловості Норвегії з 17 березня 1971 до 18 жовтня 1972 року.
Випускник Норвезького інституту технологій, інженер за фахом, Фінн Лієд зробив великий внесок у підвищення обороноздатності країни, а також фактично спрямував доходи від продажу нафти на будівництво соціальної держави у Норвегії. За свою професійну кар'єру обіймав понад сорок посад, отримав низку нагород, зокрема британського Лицаря Командора Королівського Вікторіанського ордена.

## Біографія

### Ранні роки й освіта
Народився 12 квітня 1916 року у боро Фана міста Берген у Норвегії у сім'ї аптекаря Сігвальда Лієда (1875—1932) і фармацевта Астрі Скетт (1882—1938). Коли Норвегія зазнала нападу Німеччини у 1940 році, Фінн вивчав електротехніку у Норвезькому інституті технологій. Невдовзі Лієд став учасником руху опору, організованого у студентському середовищі у Тронгеймі. У 1941 році він утік до Швеції, де протягом року працював військовим аташе Норвегії у Стокгольмі, потім переїхав до Великої Британії. Після закінчення навчальних курсів для офіцерів (1942—1943) вступив на роботу до відділу зв'язку Верховного командування збройних сил у Лондоні. Водночас Лієд брав участь у перекиданні до Тронгейму тридцятикілограмових радіопередавачів для груп опору, які передавали англійцям точну інформацію про пересування німецьких військових кораблів. Через дев'ять місяців службовці шведської прикордонної поліції виявили пігулки ціаніду у кишенях Лієда та заарештували його. У 1944—1945 роках Лієд служив в Армії Норвегії у званні капітана. У 1946 році закінчив Норвезький інститут технологій зі ступенем магістра з природничих наук, після чого проходив практику у Кавендіській лабораторії Кембриджського університету.

### На державних і громадських посадах
З 1946 року Лієд працював у Норвезькому центрі оборонних досліджень, у 1957 році став його керівником. З 17 березня 1971 до 18 жовтня 1972 року обіймав посаду міністра промисловості Норвегії у першому уряді Трюгве Браттелі. Після відставки з посади міністра промисловості Лієд повернувся на посаду керівника Центру оборонних досліджень, яку обіймав до 1983 року. Протягом другої половини XX століття Фінн Лієд багато в чому визначав політику Норвегії у галузі наукових досліджень, виробництва та нафтовидобутку. Один із його основоположних принципів полягав у тому, що будь-які політичні рішення мають бути науково обґрунтовані. На посаді міністра, він насамперед вжив низку заходів щодо прискорення науково-дослідних розробок у промисловості. Пізніше Лієд говорив, що у цій сфері «ми розглядали відновлення як продовження Опору».
У 1973 році Лієд спільно з Єнсом Крістіаном Гауге заснував державну нафтову компанію Statoil і до 1984 року обіймав посаду її голови. Секретар Лієда Арве Йонсен став першим директором Statoil. У період керівництва нафтовою компанією Лієд завдяки новій схемі управління, удосконаленій податковій системі та націоналізації шельфових родовищ досяг більшого використання доходів від продажу нафти на будівництво соціальної держави та захист навколишнього середовища. Лієд зіграв велику роль у розвитку виробництва ракетної техніки, берегової артилерії, підводних човнів і ракетних торпедних катерів. За всю свою кар'єру Лієд пропрацював на понад 40 постах у різних державних радах і відомствах.
З 1971 року Фінн Лієд був членом Норвезької академії наук, а також співробітником Норвезької академії технологічних наук. Паралельно Лієд займався громадською діяльністю: у 1982 році він став членом групи «Друзі Ізраїлю» у Норвезькому робітничому русі, з 1978 до 1993 рік входив до складу Норвезького комітету допомоги госпіталю Шаарей-Цедек. Після виходу з державної служби на пенсію у 1983 році, з 1988 до 1992 рік Лієд очолював Державну телекомунікаційну компанію, з 1985 до 1986 рік був головою Комітету з космічної політики Норвегії, з 1979 до 1985 — головою комітету з енергетики у Науковій раді Норвегії, а з 1980 до 1995 рік — головою компанії Simrad AS. Водночас Лієд працював в Інституті енергетичних технологій, коли йому було вже далеко за 90 років.
До останніх днів Лієд зберігав політичну активність, входячи разом із Гоконом Лі, Тором Аспергреном і Єнсом Крістіаном Гауге у так звану «банду чотирьох» найстаріших членів Норвезької робітничої партії, які мали сильний вплив і регулярно зустрічалися для обговорення поточних політичних питань. Лієд публічно критикував лідерів бізнесу та політиків за їхню особисту жадібність, був прихильником розвитку Європейського союзу, разом з партійними ветеранами виступав проти часткової приватизації державної нафтової компанії Statoil і телефонних компаній Telenor і Kongsberg Gruppen, говорячи про те, що «сумно бачити як робітничо-партійці руйнують державний сектор, захопившись примітивними умовами ринкової економіки», а також проти приватизації енергетичної компанії Statkraft — тому що «гідроенергетика є національним ресурсом, який має залишатися в норвезьких руках і використовуватись на користь населення». Лієд різко виступав проти політики лідера Норвезької робітничої партії економіста Єнса Столтенберга, заявляючи, що ініційована ним «приватизація Statoil стала найбільшою дурістю в історії Норвегії і найбільшим коли-небудь скоєним пограбуванням норвезького народу!».

### Смерть і похорон
Фінн Лієд помер в Осло у ніч на 10 жовтня 2014 року у віці 98 років. Лідер Норвезької робочої партії Йонас Гар Стере зазначив, що «Фінн Лієд був будівельником промисловості та суспільства, яке міцно стоїть на вірі у знання та хороші дослідження. Після його смерті Норвегія заборгувала йому спасибі». Пізніше Стере випустив некролог за Лієдом, у якому сказав, що він «протягом кількох десятиліть був одним із головних стратегів промислової політики країни. Він був піонером робітничого руху».
14 жовтня Лієда поховали у церкві Шедсму.

## Нагороди
Фінн Лієд був кавалером Медалі захисної служби з лавровою гілкою, у 1980 році став командором ордену Святого Олафа, у 1982 році — лицарем командором британського Королівського Вікторіанського ордена.

## Пам'ять
На додаток до біографії Гокона Лі, Оскара Торпа та Рейульфа Стіна, норвезький письменник Ганс Улав Лалум почав роботу над книгою про Фінна Лієду.